# Love yourself!
〈Love yourself!〉(러브 유어 셀프!)는 일본의 여성 아이돌 그룹 히나타자카46의 노래. 2025년 5월 21일에 히나타자카46의 열네 번째 싱글로 소니 레코드에서 발매되었다. 노래의 센터 포지션은 코사카 나오가 맡았다.

## 발매 배경
Blu-ray가 들어있는 Type-A · B · C · D, CD뿐인 통상판의 다섯 형태로 발매.

## 선발 멤버

### Love yourself!
(센터: 코사카 나오)